# Осиас Берт Стария
Осиас Берт Стария, (на нидерландски: Osias Beert de Oudere), роден около 1580 г. вероятно в Антверпен, починал в края на 1623 г. в Антверпен, е фламандски художник на натюрморти от Антверпен.
Играе важна роля в северноевропейското изкуство в началния период на развитие на натюрмортите с цветя и закуска като самостоятелен жанр.
Смятан е за един от най-влиятелните художници от най-старото поколение художници на натюрморти във Фландрия.
Той допринася особено за развитието на натюрморта на трапези с празнични кулинарни лакомства, както и маси, украсени с пищни букети, поставени във вази от епохата Ван Ли. .

## Биография
Сведенията за детството и младостта на художника са оскъдни. Приема се, че е роден около 1580 г. в Антверпен. Бил е ученик на Андрис ван Басеро (Andris van Baseroo) и от 1602 г. се числи като майстор в гилдията „Св. Лука“ в Антверпен. През 1606 г. се жени за Маргриет Икенс, сестрата на художника Франс Икенс Стария, и е чичо на художника Франс Икенс Младия (Frans Ykens). Осиас Берт има двама сина – Елиас и Осиас Берт Младия. Първоначално се е смятало, че Есиас и Осиас са едно и също лице. Все пак се предполага, че това са две различни личности – братя, като Осиас Младия вероятно е бил по-големият брат. Осиас Младия също става художник на натюрморти. Той и може би учениците на Осиас Берт Стария изготвят много реплики и варианти на композициите на Берт, които съществуват днас.
Не е възможно Осиас Берт Младия да е учил при баща си, защото се предполага, че бащата умира, когато синът му Осиас е много малък.Има сведения, че Осиас Берт Стария става член на Антверпенската камара „Rederijkerkamer De Olijftak“ през 1615 г.
Освен това е бил регистриран като търговец на корк в Антверпен. Както много нидерландски художници и той е бил принуден да се занимава с някаква друга професия, защото не е получавал високо заплащане за картините си.
Семейството му живее в квартала на лодкарите, който е беден квартал в Антверпен. След смъртта му вдовицата му продава мебелите и картините, за да покрие дългове при художника Давид Рикерт II, който им бил заел пари за отварянето на техния магазин.
Ученици на Осиас Берт Стария са: Hans Ickens (1605), Frans van der Borcht (1610), Pieter Doens (1611), Frans Ykens d.J. (1615), Paulus Pontius (1616) и Jan Willemsen (1618).
Счита се, че Осиас Берт почива в края на 1623 г. в Антверпен.

## Значение за живописта
Осиас Берт е един от най-значимите представители на жанра „натюрморт“ в началото на 17.век в Антверпен и един от първите художници, обособили натюрморта като самостоятелен жанр. Рисува предимно цветя и плодове, и маси, приготвени за закуска.
Особено известни са натюрмортите му с изискани десерти и плодове. Рисува най-вече върху плочи –медни или дъбови. Само дванайсет от приписваните му деветдесет и две картини са подписани или с монограм, но нито една не носи дата.
Последователността на изработката на картините може евентуално да се проследи по медните плочи, върху които са правени картините. Три от тези произведения носят марката на Питер Стас – майстора на медните плочи и годините 1607, 1608 и 1609.

## Стил
Въпреки че, липсата на дати затруднява датировката, то стилистичния анализ позволява това.
Творби, при които гледната точка на художника е разположена по-високо и изобразените обекти малко се застъпват един друг, се разглеждат като рисувани по-рано. А тези с по-ниска гледна точка и по-компактно подреждане на обектите като по-късни. Тези по-късни творби показват и по-добро пространствено разположение.
Типични за натюрмортите на Берт са единични или няколко вази или кошници с цветя. Краските на букетите са червена, синя, или жълти тонове на фона на пищната зеленина на листата. Освен това Берт обича да добавя към вазите и кошниците и други предмети, като например скъпи чаши за вино, фруктиери или купи от глина, китайски порцелан, както и калаени съдове. Те са пълни със стриди, маслини, плодове, ядки и захарни изделия, като например бонбони.
Характерно за живописния стил на Берт Стария е, че той нанася разредена боя на няколко пласта (лазури) върху светъл грунд и по този начи постига впечатляваща прозрачност и яснота, чисто изпълнение и подчертава индивидуалния си стил.
Характерно за картините на Берт, както изобщо и за ранния натюрморт, е високо разположената гледна точка на художника, което води до това, предметите да не се застъпватъ и да бъдат аранжирани в средата на масата, която обичайно е без покривка.
Картините на Осиас Берт са стилистично близки, въпреки неговия индивидуален стил, до ранните фламандски майстори на натюрморти Ян Брьогел Стария, Клара Петерс, Якоб ван Хулсдонк. Освен това могат да се открият паралели и с творби на Георг Флегел, Готфрид фон Ведиг, Флорис ван Дайк, Николаес Гилис.
Тъй като ранния етап на развитието на фламандския натюрморт все още не е достатъчно добре проучен, има тенденция на Осиас Берт да се приписват повече произведения, отколкото е създал. Някои от тези произведения вероятно са на негови ученици, а други, които се приписват на сина му – Осиас Берт Младия, са на баща му – Осиас Берт Стария.

### Монографии и каталози
- Claus Grimm. Stilleben. Die niederländischen und deutschen Meister. Belser, Stuttgart (u. a.) 1988, ISBN 3-7630-1945-6
- Norbert Schneider. Stilleben. Realität und Symbolik der Dinge; die Stillebenmalerei der frühen Neuzeit. Köln: Taschen, 1989, ISBN 3-8228-0398-7
- Klara Alen. Osias Beert: Pionier van het Antwerpse banketje. Onuitgeven masterscriptie, Vrije Universiteit Amsterdam, 2012.

|  | Тази страница частично или изцяло представлява превод на страницата Osias_Beert_der_Ältere в Уикипедия на немски. Оригиналният текст, както и този превод, са защитени от Лиценза „Криейтив Комънс – Признание – Споделяне на споделеното“, а за съдържание, създадено преди юни 2009 година – от Лиценза за свободна документация на ГНУ. Прегледайте историята на редакциите на оригиналната страница, както и на преводната страница, за да видите списъка на съавторите. ВАЖНО: Този шаблон се отнася единствено до авторските права върху съдържанието на статията. Добавянето му не отменя изискването да се посочват конкретни източници на твърденията, които да бъдат благонадеждни. |